# Kabelgat
Een kabelgat is een ruimte in het voorschip van een schip, onder het voor- of bakdek. Het is de plaats waar in de vroegere zee-zeilvaart de ankerkabels van het binnengehaalde anker lagen en tegenwoordig de ankerkettingen rusten. De ruimte wordt daarnaast meestal gebruikt voor het opslaan van touw, lijnen, vallen, verstaging, trossen, kortom alles wat we kennen als touwwerk, naast staaldraden, dekkleden en -tenten, enz. In de binnenvaart wordt hier ook vaak de verf bewaard. Het kabelgat bevindt zich meestal vóór het voorpiek- of aanvaringsschot, bij zeeschepen in het boven- en ondertussendek. Veel schepen hebben er ook een voorpiektank.